# Franco Méndez
Franco Méndez (Corrientes, Argentina, 7 de marzo de 2002) es un baloncestista argentino que se desempeña como escolta en San Martín de Corrientes de la Liga Nacional de Básquet de Argentina.

## Trayectoria

### Clubes
| Club                     | País      | Año           |
| ------------------------ | --------- | ------------- |
| San Martín de Corrientes | Argentina | 2018-presente |

## Selección nacional
Méndez fue miembro de la selección juvenil argentina que compitió en el Campeonato Sudamericano de Baloncesto Sub-17 de 2019 y en el Campeonato Mundial de Baloncesto Sub-19 de 2021.
En 2024 fue convocado para integrar un seleccionado de jóvenes talentos argentinos que enfrentó en un partido amistoso a Uruguay.